# 南教经胡同
南教经胡同位于开封市的市中心部位，仍然保留着胡同的外貌。直至今天，开封的犹太人有很多已经不为人所知了。从前曾经大量聚集犹太人的南教经胡同，目前只有赵姓家族的赵平宇先生的遗孀仍然居住在那里。